# In Your Eyes (canción de The Weeknd)
«In Your Eyes», –en español: En tus ojos– es una canción del cantante canadiense The Weeknd. Fue lanzada el 23 de marzo de 2020 como tercer sencillo de su cuarto álbum de estudio After Hours (2020) a través de Republic Records.
Tiene un solo en saxofón alto en la edición de estudio, y en saxofón soprano en la edición en vivo, de Kenny G.
Un fragmento de la canción puede oírse de fondo en el octavo capítulo de la cuarta temporada de la serie de Netflix: "Cobra Kai", en la escena del baile escolar.

## Posicionamiento en las listas
| Listas (2019-2020)                  | Mejor posición |
| ----------------------------------- | -------------- |
| Alemania (Official German Charts)   | 68             |
| Australia (ARIA)                    | 13             |
| Austria (Ö3 Austria Top 40)         | 23             |
| Bélgica (Ultratop 50) Flanders      | 8              |
| Bélgica (Ultratop 50) Wallonia      | 1              |
| Canadá (Canadian Hot 100)           | 13             |
| Dinamarca (Tracklisten)             | 5              |
| España (PROMUSICAE)                 | 70             |
| Eslovaquia (Radio Top 100)          | 6              |
| Estados Unidos (Billboard Hot 100)  | 16             |
| Estonia (Eesti Ekspress)            | 5              |
| Finlandia (Suomen virallinen lista) | 12             |
| Francia (SNEP)                      | 31             |
| Hungría (Stream Top 40)             | 12             |
| Irlanda (IRMA)                      | 12             |
| Lituania (AGATA)                    | 6              |
| Malasia (RIM)                       | 15             |
| Noruega (VG-lista)                  | 5              |
| Nueva Zelanda (RMNZ)                | 24             |
| Países Bajos (Dutch Top 40)         | 5              |
| Polonia (Polish Airplay Top 100)    | 1              |
| Portugal (AFP)                      | 11             |
| Reino Unido (UK Singles Chart)      | 17             |
| República Checa (Rádio Top 100)     | 9              |
| Singapur (RIAS)                     | 13             |
| Suecia (Sverigetopplistan)          | 7              |
| Suiza (Schweizer Hitparade)         | 12             |